# Rudolf Wåhlin
Rudolf Wåhlin (ur. 2 listopada 1887 w Östervåla, zm. 21 kwietnia 1972) – szwedzki lekkoatleta.

## Kariera
Uczestniczył w konkursie maratonu rozgrywanym na igrzyskach olimpijskich w 1920 roku, ukończył go na 23. miejscu.